# 青野村 (岡山県)
青野村（あおのそん）は、岡山県後月郡にあった村。現在の井原市青野町・稗原町・北山町にあたる。

## 地理
小田川の左岸に位置していた。

## 歴史
- 1889年（明治22年）6月1日、町村制の施行により、後月郡青野村、稗原村、北山村が合併して村制施行し、青野村が発足[1][2]。旧村名を継承した青野、稗原、北山の3大字を編成[2]。
- 1953年（昭和28年）4月1日、後月郡井原町・西江原町・高屋町・荏原村・木之子村・県主村・山野上村、小田郡大江村・稲倉村と合併して、市制施行し井原市を新設して廃止された[1][2]。合併後、井原市青野町・稗原町・北山町となる。

## 産業
- 農業[2]